# Damien Éloi
Damien Éloi (Vire, 4 juli 1969) is een Frans professioneel tafeltennisser. Hij won met het nationale mannenteam zowel in Birmingham 1994 als in Eindhoven 1998 het landentoernooi van de Europese kampioenschappen. De Fransman won individueel bronzen medailles op de Europa Top-12 van 2002 en die van 2005.

## Sportieve loopbaan
Éloi debuteerde in het internationale circuit in de World Cup van 1988. Hij bereikte met het nationale team in Manchester 1997 de eindstrijd van het WK-toernooi voor landenploegen, waarin titelverdediger China de Fransen tot zilver veroordeelde. Voor Éloi was het niettemin een hoogtepunt, want zijn eerste WK-finale. Samen met Jean-Philippe Gatien werd hij zowel dat jaar als twee jaar daarvoor in de halve finale van het mannendubbel uitgeschakeld.

Éloi vertegenwoordigde Frankrijk op de Olympische toernooien van 1992, 1996, 2000 en 2008. Zijn beste enkelspelprestatie leverde hij in Sydney 2000, toen hij de laatste zestien haalde. Op zijn eerste drie Spelen behaalde de Fransman telkens de kwartfinale in het dubbelspel.
Op de Europese kampioenschappen won hij wel gouden medailles, namelijk met het nationale team in 1994 en 1998. Met zijn Franse ploeggenoten stond Éloi ook in de finale van Bratislava 1996, maar ditmaal ging Zweden lopen met de titel. Éloi plaatste zich in 1996 voor het eerst voor de Europese Top-12 en kwalificeerde zich in 1999, 2000, 2001, 2002, 2003 en 2005 opnieuw. Hij won hierbij in Rotterdam 2002 en in Rennes 2005 het brons.
Éloi is sinds 1997 actief op de ITTF Pro Tour, waarop hij in 1998 (enkel en dubbel), 1999 (dubbel) en 2006 (enkel) de ITTF Pro Tour Grand Finals bereikte. In het enkelspel kwam hij daarbij twee keer tot de laatste zestien, in het dubbelspel beide keren tot de kwartfinales.

Op de Pro Tour won de Fransman in 1998 het Zweden Open enkelspel en verloor hij in 2006 de eindstrijd van het Korea Open. In het dubbelspel was Éloi tussen 1997 en 2004 vijf keer verliezend finalist.
Éloi speelde in clubverband onder meer competitie in de Franse Pro A voor Caen Tennis de Table Club, waarmee hij in 1999 de European Champions League won en in 2004 de ETTU Cup.